# Шарл Филибер дьо Ластери
Шарл Филибер дьо Ластери (на френски: Charles Philibert de Lasteyrie) е френски общественик, печатар и агроном.
Роден е на 4 ноември 1759 година в Брив ла Гаярд, провинция Лимузен, в благородническо семейство. Близък с Мирабо и Жилбер дьо Лафайет, той е активен поддръжник на Френската революция през първите ѝ години, а след това се заема с агрономство в имението си край Компиен. През 1815 година създава в Париж първата литографска печатница във Франция. По-късно подкрепя полското национално движение.
Шарл Филибер дьо Ластери умира на 3 ноември 1849 година в Париж.